# USS Bougainville (CVE-100)
USS Bougainville (CVE-100) – amerykański lotniskowiec eskortowy typu Casablanca, który w końcowym okresie II wojny światowej wchodził w skład floty Marynarki Wojennej Stanów Zjednoczonych. Został odznaczony dwiema battle star za udział w wojnie na Pacyfiku. 
W czasie wojny pełnił zadania głównie transportowe i zaopatrzeniowe. Okręt został nazwany na cześć kampanii o Wyspę Bougainville’a.